# 普安直隸廳
普安厅，清代的厅。

普安厅在贵州省的位置（1820年）

嘉庆十六年（1811年）以普安州改置，治所在今贵州省盘县。直属贵州省。辖有今贵州省盘县和水城县南部等地。光绪三十四年（1908年）改为盘州厅。 